# متری (بریتانیا)
متری (به انگلیسی: Mathry) یک منطقهٔ مسکونی در بریتانیا است که در Pembrokeshire واقع شده‌است. متری ۵۷۲ نفر جمعیت دارد.